# Taumacia
No debe ser confundida con otra antigua ciudad de Ftiótide llamada Táumacos.
Taumacia (en griego, Θαυμακία, Θαυμακίη) es el nombre de una antigua ciudad griega de Tesalia, que fue mencionada por Homero en el catálogo de las naves de la Ilíada, donde formaba parte de los territorios que gobernaba Filoctetes.
Estrabón la ubicaba en el mismo tramo de la costa donde estaban también Olizón y Melibea. Es mencionada también por Plinio el Viejo como una de las ciudades situadas en Magnesia.
Se ha sugerido que podría haber estado ubicada en la esquina del sureste de la península de Magnesia, donde se han encontrado algunos enterramientos que pertenecen al periodo comprendido entre el submicénico y el geométrico antiguo, junto a la capilla de Panagia Teotokos, cerca de la población actual de Liri.